# Équipe de Tunisie de volley-ball en 1997
L'équipe de Tunisie de volley-ball dispute en 1997 le championnat d'Afrique à Lagos. Les coéquipiers de Noureddine Hfaiedh trébuchent d'entrée face à l'Égypte au tie-break mais s'imposent finalement face à l'Algérie en demi-finale et face au Cameroun en finale pour décrocher le sixième succès africain de la Tunisie. Un mois plus tard, l'équipe chute à Tunis face à l'Algérie au tournoi de qualification pour le championnat du monde 1998 et rate ainsi le mondial pour la quatrième fois consécutive.

## Matchs
| Date             | Lieu  | Adversaire | Score                      | Durée | Compétition | Meilleur marqueur | Référence |
| octobre 1997     | Lagos | Égypte     | 2-3                        | -     | CHANPT      | -                 |           |
| 5 octobre 1997   | Lagos | Algérie    | 3-0 (16-14 15-11 15-12)    | -     | CHANDF      | -                 |           |
| 6 octobre 1997   | Lagos | Cameroun   | 3-0 (15-7 15-9 15-9)       | -     | CHANF       | -                 |           |
| 15 novembre 1997 | Tunis | Kenya      | 3-0 (15-10 15-6 15-12)     | -     | TQCM        | -                 |           |
| 16 novembre 1997 | Tunis | Algérie    | 1-3 (14-16 15-8 4-15 8-15) | -     | TQCM        | -                 |           |

CHAN : match du championnat d'Afrique 1997 ;
TQCM : match du tournoi de qualification pour le championnat du monde 1998.
PT Premier tour
DF Demi-finale
F Finale

## Sélections
Sélection pour le championnat d'Afrique 1997
- Noureddine Hfaiedh, Atef Loukil, Mohamed Baghdadi, Mejdi Toumi, Riadh Ghandri, Ghazi Guidara, Dhak Enneifar,Ghazi Koubaa, Khaled Belaid, Riadh Hedhili, Marouane Fehri, Hichel Ben Romdhane, Tarek Aouni
- Entraîneur :  Shen Fu Lin